# Mètode austríac

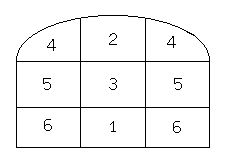
Mètode austríac: esquema d'avanç per galeries

El mètode austríac és un dels molts esquemes tradicionals d'excavar túnels amb tècniques poc mecanitzades (de fet, gairebé cada país tenia el seu mètode particular). Com tots els mètodes tradicionals, consisteix a excavar el túnel mitjançant galeries independents (unes més avançades que d'altres) que formen en el seu conjunt l'àrea total d'excavació. Cada galeria s'apuntala convenientment per sostenir el terreny provisionalment. Aquest apuntalament es fa just al front, de manera que no hi ha gaires assentaments en superfície. Segons aquest mètode, la primera galeria excavada és la del futur centre de la contravolta o solera. La segona se situa en la futura clau del túnel i seguidament s'uneixen mitjançant un tercer front. La resta d'àrea a excavar es fa normalment en tres fases per banda, de dalt a baix i es combina l'excavació i l'apuntalament amb l'encofrat del revestiment definitiu del túnel. En l'actualitat aquest mètode s'ha deixat d'usar del tot.

## El mètode austríac a Catalunya
Va ser introduït a Espanya i a Catalunya a la dècada del 1920, per Esteban Terradas i Illa, enginyer català que havia estudiat a Berlín, per la construcció de Ferrocarril Metropolità Transversal de Barcelona. El primer túnel excavat mitjançant aquest mètode als Països Catalans fou doncs el primer tram de l'actual línia 1.
Cal no confondre el mètode austríac amb el nou mètode austríac, molt més modern i industrialitzable, que és una de les formes d'excavació de túnels que més s'usa en l'actualitat.